# Justizvollzugsanstalt Bautzen

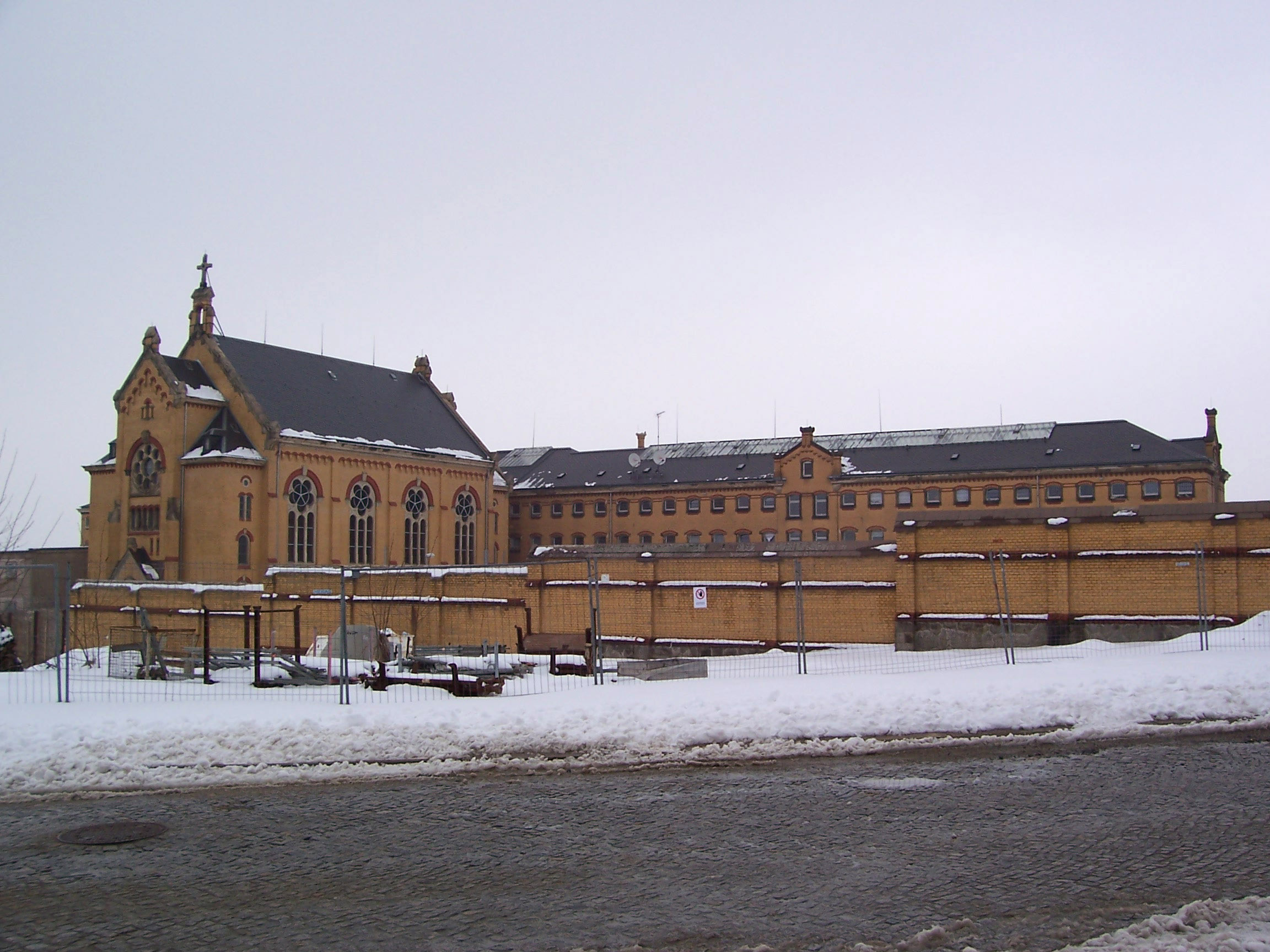
Teil der Gebäude der JVA Bautzen

Die Justizvollzugsanstalt Bautzen ist eine Justizvollzugsanstalt (JVA) im sächsischen Bautzen. Sie befindet sich seit 1990 im Gebäude der Haftanstalt Bautzen I, dem sogenannten „Gelben Elend“. Bekanntheit erlangte Bautzen I als „Speziallager Nr. 4“ der Sowjetischen Militäradministration und als Synonym für politische Verfolgung in der DDR. Bautzen I ist eines von zwei historischen Gefängnissen in Bautzen. Das andere ist Bautzen II, dort befindet sich seit 1993 die Gedenkstätte Bautzen zur Erinnerung an die Opfer beider Bautzener Gefängnisse.

## Geschichte

### Von der Eröffnung bis zur Nutzung durch die Nationalsozialisten

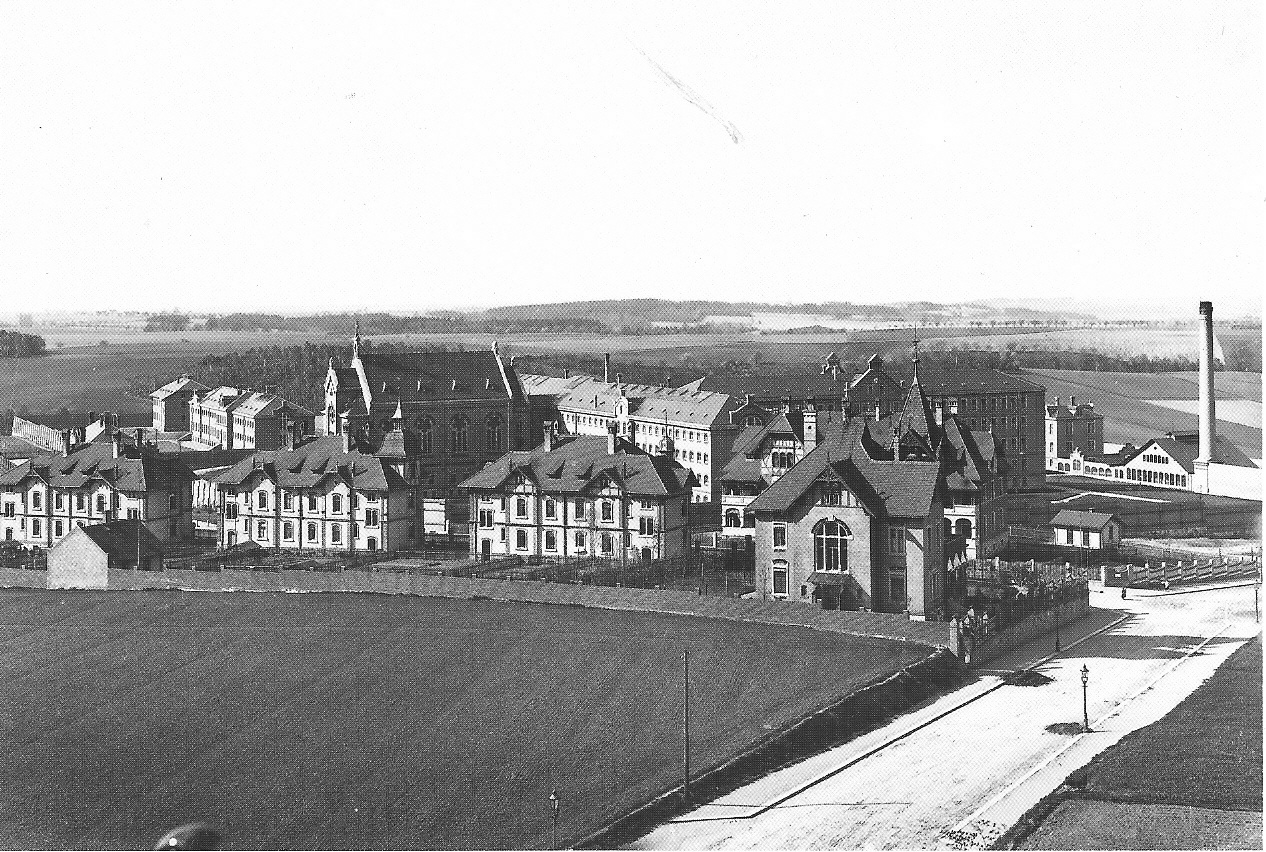
Bautzen I, 1910

1904 wurde am nördlichen Stadtrand von Bautzen die damals modernste Strafvollzugsanstalt im Königreich Sachsen mit 1100 Haftplätzen errichtet. Das Gefängnis orientierte sich in den ersten Jahrzehnten an Plänen zur Einführung eines reformerischen, menschenwürdigen und nach liberalen Grundsätzen gestalteten Strafvollzugs.
Seit Beginn des Ersten Weltkrieges diente Bautzen auch zur Unterbringung russischer, französischer und britischer Kriegsgefangener.
Bautzen I und das Gerichtsgefängnis Bautzen II wurden 1923 zu den „Vereinigten Gefangenenanstalten“ zusammengeschlossen. Die Liberalisierung des Strafvollzugs in der Weimarer Republik ab 1924 führte auch in Bautzen I zur Stärkung der Gefangenenrechte und zur Verbesserung der Haftbedingungen.
Das änderte sich mit der Machtübernahme der Nationalsozialisten. Zwischen 1933 und 1945 waren in Bautzen I politische Gegner aus der SPD und der KPD (so beispielsweise 1943/44 Ernst Thälmann) und Angehörige weiterer von den Nazis verfolgter religiöser Gruppen, wie Zeugen Jehovas, Reformadventisten und kirchliche Oppositionelle, inhaftiert. Dabei arbeitete die Gefängnisleitung eng mit der Gestapo zusammen.

### Speziallager in der Sowjetischen Besatzungszone
Im Mai 1945 errichtete die Sowjetische Militäradministration (SMAD) auf dem Gelände der Haftanstalt das „Speziallager Nr. 4“. Aufgabe dieses Internierungslagers war zunächst die Unterbringung von NS- und Kriegsverbrechern. Ab 1946 inhaftierte man in Bautzen I aber zunehmend von den Sowjetischen Militärtribunalen (SMT) verurteilte Stalinismus-Gegner. Sie wurden im Zellenbau untergebracht, die Internierten im Barackenlager. Unter den verurteilten Insassen waren auch sowjetische Militärangehörige. In der Haftanstalt Bautzen waren ab 1946 bis zu 7000 Häftlinge unter unmenschlichen Bedingungen untergebracht, damit war das Gefängnis ständig überbelegt. In einem als Einzelzelle geplanten Raum lagen normalerweise fünf, vereinzelt auch sechs Mann. Mehr als 27.000 Häftlinge durchliefen bis 1950 das Speziallager Bautzen. Bis 1956 starben etwa 3000 Häftlinge in Bautzen, die in anonymen Massengräbern auf dem nahen „Karnickelberg“ bestattet wurden. 1992 wurden bei gezielten Grabungen in früheren Schützengräben die sterblichen Überreste von 180 Menschen gefunden.
Vor den Zellenfenstern wurden große Blechblenden montiert, die keinerlei Ausblick mehr zuließen. Solche Blechblenden wurden im Sommer 1946 auch an den Fenstern des Hauptgebäudes angebracht, das ab September 1946 als Erweiterung der Strafanstalt diente. Die bis dahin dort untergebrachten Speziallagerhäftlinge kamen per Güterzugtransport in andere solche Lager.
Mit dem offiziellen Abschluss der Entnazifizierung in der Sowjetischen Besatzungszone (SBZ) 1948 wurde etwa die Hälfte der in Bautzen Internierten entlassen, wie gleichzeitig auch aus anderen Lagern, und einige Lager aufgelöst. Die restlichen Häftlinge wurden auf die drei verbliebenen, neu durchnummerierten Speziallager verteilt: Nr. 1 = Sachsenhausen, Nr. 2 = Buchenwald, Nr. 3 = Bautzen, wo sie bis 1950, teilweise sogar bis 1956 in Haft blieben.

### Zuchthaus in der DDR
Im Februar 1950 übergab die sowjetische Besatzungsmacht Bautzen I der DDR. Damit wurde das Speziallager (ebenso wie Buchenwald und Sachsenhausen) offiziell aufgelöst, wobei ca. 6000 SMT-Verurteilte weiterhin in der Haftanstalt blieben.
Im März 1950 kam es in der Anstalt zu zwei Häftlingsaufständen, die von der Deutschen Volkspolizei niedergeschlagen wurden. Im Zuge dieses Aufstandes gelangten zwei Briefe der Häftlinge als Hilferuf in die Bundesrepublik, wo sie von Herbert Wehner beim Parteitag der SPD vorgelesen wurden. Durch diese Briefe wurde die Öffentlichkeit auf Bautzen als Ort politischer Verfolgung aufmerksam. Außerdem tauchte in ihnen das erste Mal die Bezeichnung „Gelbes Elend“ (in Anspielung auf die gelben Klinkerfassaden und -mauern) für die Haftanstalt Bautzen I auf.
Seit den 1950er Jahren diente Bautzen I in erster Linie zur Inhaftierung von mehrfach Vorbestraften und Langzeithäftlingen. Erst 1956 wurden die letzten SMT-Verurteilten aus Bautzen entlassen. Ab 1975 unterhielt Bautzen I auch einen besonders unmenschlichen Haftbereich, die „Abteilung für besserungsunwillige Häftlinge“, welche vom MfS Dresden für solche Strafgefangenen eingerichtet worden war, die nicht mehr für die DDR arbeiten wollten, da sie schon Ausreiseanträge gestellt hatten.
„Bautzen“ galt in der DDR als bekanntester Haftort für politische Gefangene. Trotz der Tabuisierung des Strafvollzugs in der Öffentlichkeit erlangte das Gefängnis mit Redewendungen wie „Ab nach Bautzen!“ sprichwörtlichen Rang und in der Wendezeit forderten Demonstranten: „Für Erich und Konsorten öffne Bautzen seine Pforten!“

### Im wiedervereinigten Deutschland
Seit 1990 ist Bautzen I eine Justizvollzugsanstalt des Landes Sachsen und dient dem Vollzug von Freiheitsstrafen von Männern. Rund 380 Menschen sitzen im geschlossenen Vollzug ein. Darüber hinaus verfügt die Anstalt über 42 Haftplätze im offenen Vollzug, 40 Haftplätze in der Sicherungsverwahrung, sowie eine kleine Abteilung mit jugendlichen Straftätern. Im geschlossenen Vollzug werden mehrere Aus- und Weiterbildungsprogramme angeboten, darunter auch eine Ausbildung zum Tischler mit fünf Plätzen pro Jahr.
Als einzige Justizvollzugsanstalt in Sachsen verfügt Bautzen I über eine Anstaltskirche. Diese fasst rund 600 Sitzplätze.
An die Opfer von Bautzen I erinnert seit 1993 die Gedenkstätte Bautzen.

## Bautzen in der öffentlichen Wahrnehmung
Insbesondere in den ersten Nachwendejahren wurde „Bautzen“ als ein Inbegriff des DDR-Unrechtes auch über die deutschen Grenzen hinaus bekannt. Dazu beigetragen haben die Initiativen ehemaliger Häftlinge, wie das Bautzen-Komitee e. V., und eine ausführliche Berichterstattung in der deutschen Presse. Da einige bedeutende Schriftsteller in Bautzen gefangen gehalten wurden, haben diese ihre Erlebnisse auch literarisch verarbeitet. Bautzen war jedoch nicht der einzige Ort der DDR, an dem Menschen auch aus politischen Gründen inhaftiert waren. In öffentlichen Äußerungen wurden die Verbrechen der Sowjetischen Besatzungsmacht fälschlicherweise auch der DDR angerechnet. Begriffe wie „Gelbes Elend“ (Haftanstalt Bautzen I) und „Stasi-Knast“ (Haftanstalt Bautzen II) wurden und werden häufig vermengt. Bautzen war aber nur eines (und auch nicht das größte) von zehn Speziallagern der Sowjetischen Besatzungszone.

## Prominente Häftlinge

### Haftanstalt der Weimarer Republik (1918–1933)
- Bruno Richard Hauptmann (1899–1936), mutmaßlicher Mörder von Charles Lindberghs Sohn

### Haftanstalt des NS-Regimes (1933–1945)
- Walter Janka (1914–1994), Dramaturg und Verleger
- Ludwig Renn (1889–1979), Schriftsteller
- Ernst Thälmann (1886–1944), Vorsitzender der KPD

### Speziallager der Sowjetischen Militäradministration (1945–1956)
- Margret Bechler (1914–2002), Ehefrau des NKFD-Mitgründers Bernhard Bechler, Mitverantwortung am Tod des Antifaschisten Anton Jakob
- Rudolf Bernhardt (1904–nach 1970), Bürgermeister der Kreisstadt Großenhain (NSDAP)
- Stephan Dietrich (1898–1969), Heimatdichter des Erzgebirges, ab 1937 NSDAP-Mitglied und Funktionär
- Georg Dude (1886–1946), Landrat
- Volker Engelhardt (1910–1983), Künstler, Maler und Graphiker (NSDAP)
- Wieland Förster (* 1930), Bildhauer, Zeichner, Maler und Schriftsteller
- Hans Fridrich (1884–1947), Oberbürgermeister der Stadt Breslau, Vizechef der Militärverwaltung für Belgien und Nordfrankreich, ab 1932 NSDAP-Mitglied
- Otto Günsche (1917–2003), SS-Sturmbannführer und persönlicher Adjutant Adolf Hitlers
- Ernst Hefter (1906–1947), Beteiligter an Euthanasie-Verbrechen
- Benno von Heynitz (1924–2010), Gründer des Bautzen-Komitee e. V., Initiator der Gedenkstätte Bautzen
- Oskar Hippe (1900–1990), Widerstandskämpfer in der Zeit des Nationalsozialismus, Trotzkist
- Rolf Höhne (1908–1947), Geologe, Prähistoriker und SS-Obersturmbannführer
- Walther Hofstaetter (1883–1968), Schulleiter und Germanist, ab 1937 NSDAP-Mitglied
- Karl Holtz (1899–1978), Grafiker und Karikaturist
- Werner Ihmels (1926–1949), christlicher Widerstandskämpfer im Nationalsozialismus und der Sowjetischen Besatzungszone
- Wilhelm Jelinek (1889–1952), Anarchosyndikalist
- Oswald Kaduk (1906–1997), SS-Unterscharführer und Rapportführer im Konzentrationslager Auschwitz
- Walter Kempowski (1929–2007), Schriftsteller
- Achim Kilian (1926–2002), Autor
- Erich Kranz (1929–1999), evangelischer Pfarrer der Jakobskirche Weimar
- Friedrich Emil Krauß (1895–1977), Industrieller und Erfinder, NSDAP-Funktionär
- Johannes Kunz (1884–1946), Amtshauptmann
- Georg Liebig (1884–1946), Landrat
- Wolfgang Natonek (1919–1994), LDP-Studentenpolitiker
- Werner von Nitzsch (1901–1947), Ackerbauwissenschaftler und Bodenkundler
- Walter Oehme (1892–1969), Journalist und Politiker
- Hans-Ulrich Rottka (1895–1979), Reichskriegsgerichtsrat
- Hans Helmut Rösler (* 1929), Mitglied der LDP und späterer FDP-Politiker
- Walter Scheler (1923–2008), Buchhalter, am Aufstand des 17. Juni 1953 beteiligt
- Alfred Schmidt (1891–1985), kommunistischer Politiker und Gewerkschafter
- Heinrich Severit (1888–1977), NSDAP-Ortsgruppenleiter und Oberbürgermeister der Stadt Radebeul
- Helmut Stief (1906–1977), Stenograf, Erfinder des Stenografiesystems Stiefografie
- Hans Voelkner (1928–2002), Spion der Hauptverwaltung A
- Günther Wagenlehner (1923–2006), Politikwissenschaftler
- Gerhard Weck (1913–1974), SPD-Politiker, Verfolgter des Nationalsozialismus
- Georg Wrazidlo (1917–1959), christlicher Widerstandskämpfer gegen NS-Regime und SED
- Julius Graf von Zech-Burkersroda (1885–1946), Diplomat
- Eduard Zimmermann (1929–2009), Moderator von Aktenzeichen XY … ungelöst

### Haftanstalt der DDR (1956–1989)
- Adam von Gliga, Partner von Bruno Winzer
- Kurt Heißmeyer (1905–1967), deutscher Arzt im Konzentrationslager Neuengamme
- Josef Kneifel (1942–2020), Bombenattentäter auf Panzerdenkmal in Chemnitz
- Volker Michalowski (* 1971), Schauspieler, Komiker
- Armin Raufeisen (1928–1987), ehemaliger Agent der Hauptverwaltung A
- Arno Seifert (1936–1987), Historiker
- Wolfgang Welsch (* 1944), Fluchthelfer